# Philippine Airlines
Philippine Airlines (acronyme PAL) (code AITA : PR ; code OACI : PAL) est la compagnie aérienne nationale des Philippines.

## Histoire

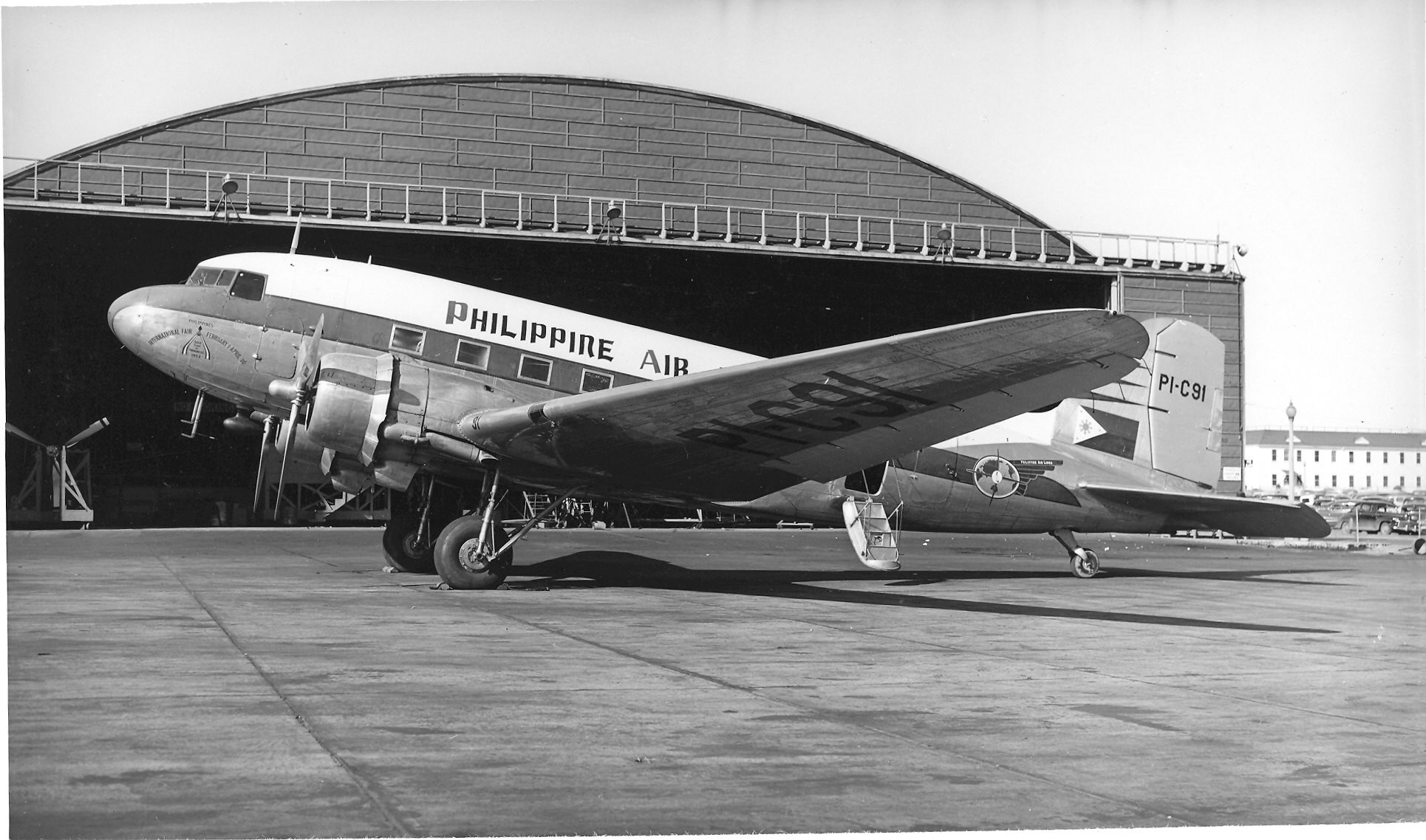
Douglas DC-3 de Philippine Air Lines en 1953

La compagnie aérienne, basée dans la Philippine National Bank Financial Center à Pasay, a été fondée en 1941 et est la compagnie aérienne commerciale la plus vieille en Asie, ayant effectué son premier vol dès le 15 mars 1941, avec un Beech, modèle 18, entre Manille et Baguio, fonctionnant sous son nom original. Outre à ses centres à l'aéroport Ninoy Acquino International Airport de Manille et Mactan-Cebu International Airport de Cebu, Philippines Airlines sert dix-neuf destinations dans son pays et vingt-quatre destinations dans l'Asie du sud-est, l'Asie orientale, l'Australie, le Canada et les États-Unis.

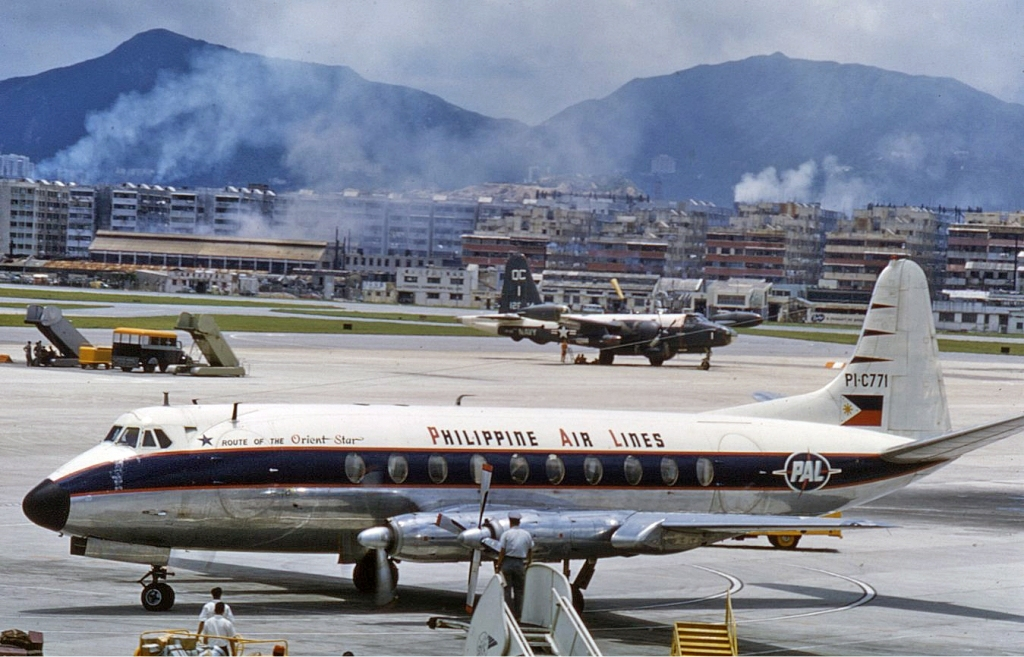
Vickers Viscount de Philippine Air Lines en septembre 1961
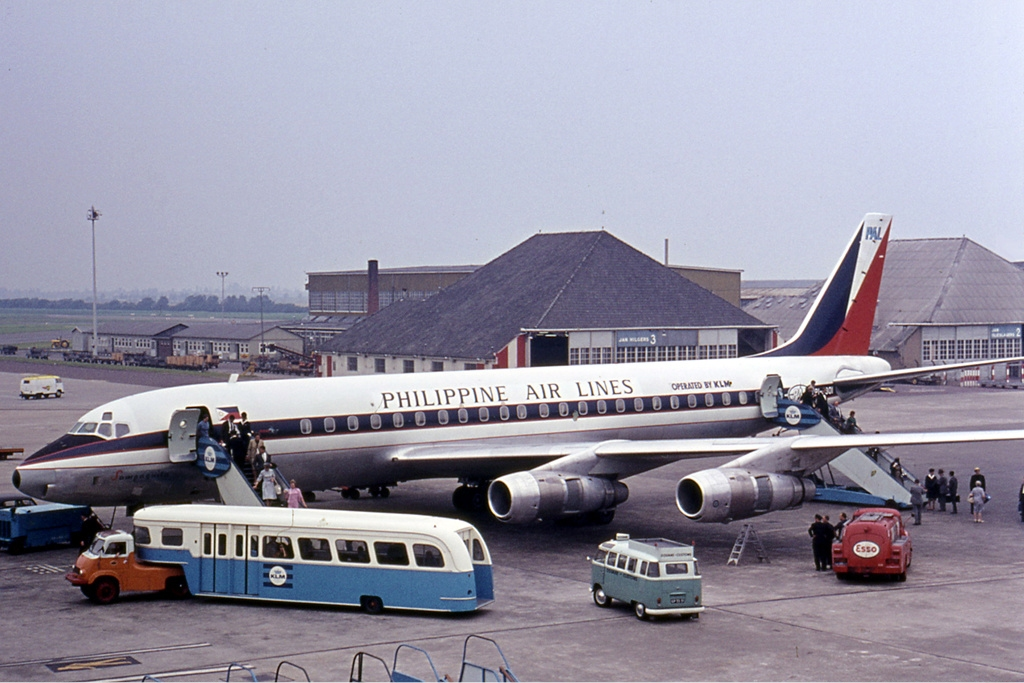
Un Douglas DC-8 à l'aéroport d'Amsterdam-Schiphol en 1963
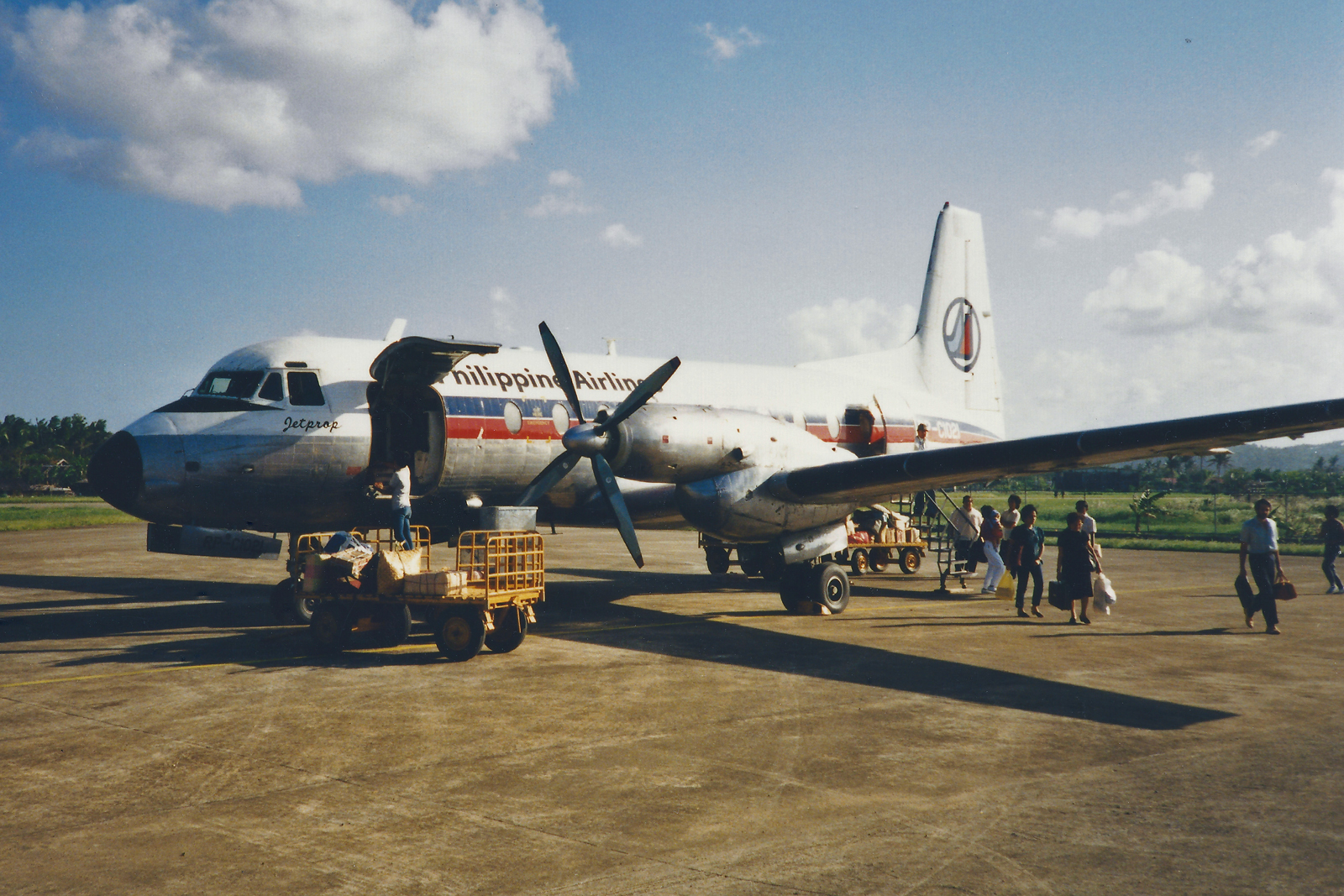
Hawker Siddeley en 1985
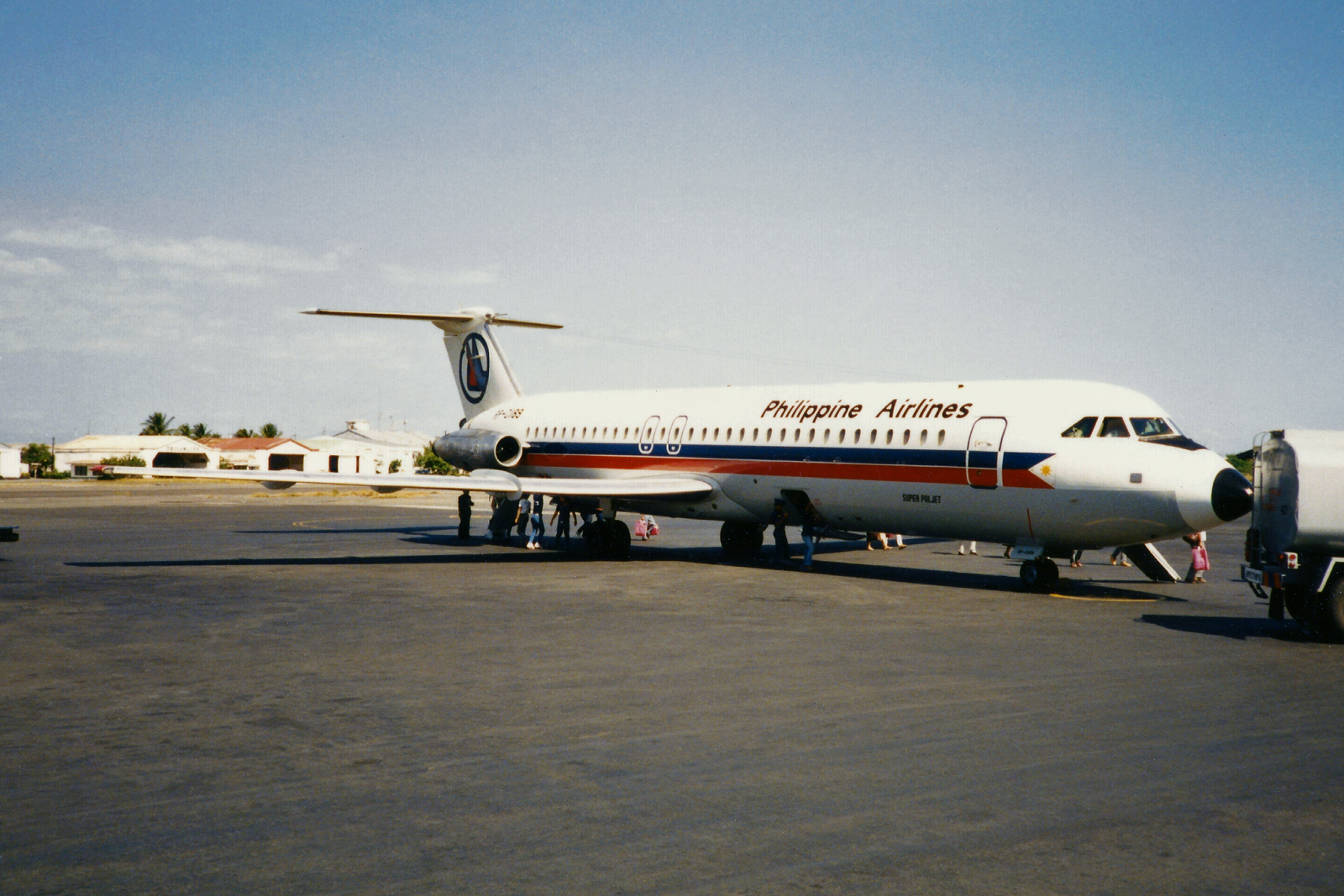
BAC 111-518FG de Philippine Airlines en 1985

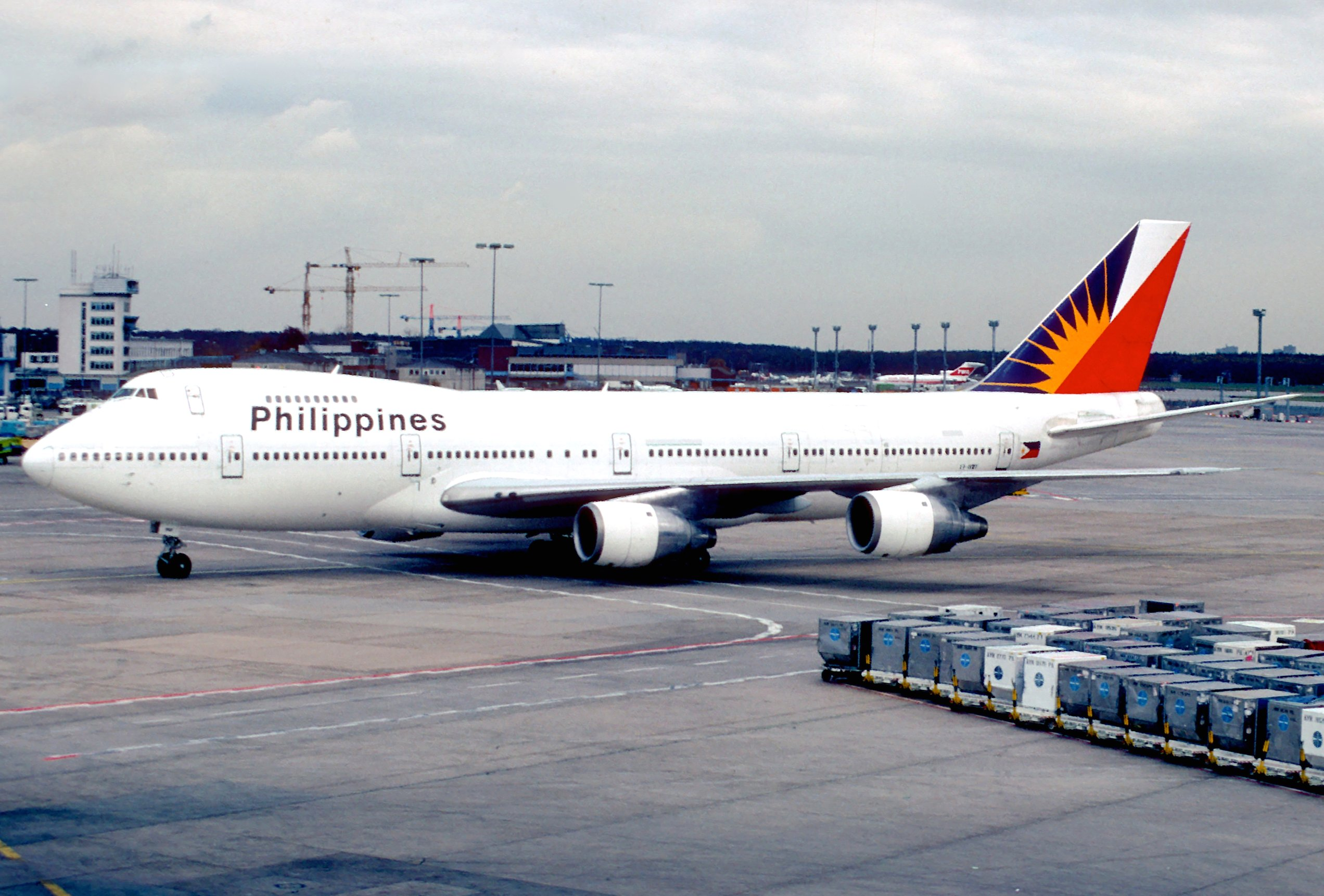
Boeing 747-200 en 1988

Autrefois une des plus grandes compagnies aériennes asiatiques, PAL fut sévèrement affecté par la crise financière de 1997. Dans ce que l'on[Qui ?] a cru être un des plus grands échecs d'entreprise des Philippines, PAL a été forcé de réduire les effectifs de ses opérations internationales en stoppant complètement les opérations en Europe et finalement l'Asie du sud-ouest aussi, coupant pratiquement tous les services domestiques, réduisant la taille de sa flotte et terminant ainsi l'emploi de milliers de salariés. La compagnie a été placée sous l'administration judiciaire en 1998, rétablissant progressivement les opérations comme il en fut ainsi autrefois.
En 2000, Philippine Airlines dégage ses premiers bénéfices depuis six ans, et revend sa division maintenance à la coentreprise Lufthansa Technik Philippines. L’année suivante, elle relance des routes vers Bangkok, Taipei, Sydney, Jakarta, Vancouver ou Hô Chi Minh-Ville, et inaugure des liaisons vers Shanghai et Melbourne. Les attentats du 11 septembre 2001 l’affectent comme les autres compagnies aériennes, et elle lance une nouvelle restructuration en 2003. Nagoya, Las Vegas, Pékin viennent entre autres s’ajouter à son réseau les années suivantes, et en 2008 elle sort officiellement de réhabilitation.

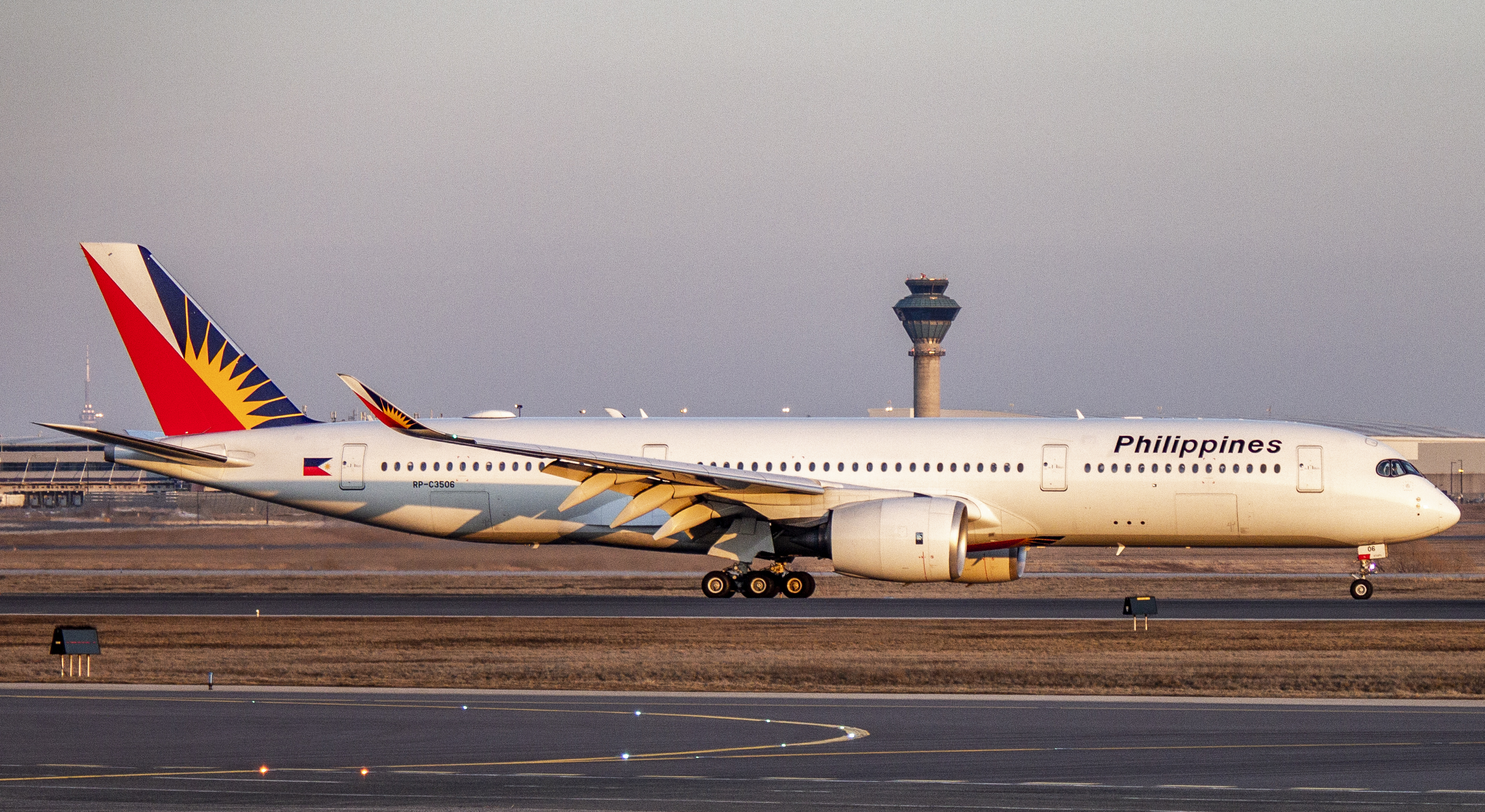
Airbus A350-900 de Philippines Airlines

En 2006, Philippine Airlines commande deux Boeing 777-300ER plus deux en options, qui commencent à rejoindre sa flotte en 2009. En 2008, elle achète 9 Bombardier Q300 et Q400 pour sa filiale low cost PAL Express, qui est lancée en mai.
En avril 2012, San Miguel Corporation, l’un des plus gros conglomérats du pays, rachète 49 % des parts de Philippine Airlines (et de sa filiale low cost Airphil Express) pour 500 millions de dollars afin de l’aider à renouveler sa flotte qui compte alors 39 avions. La compagnie annonce en juillet son intention de commander de nouveaux appareils qui l’aideront à retrouver le chemin de l’Europe (où elle était sur liste noire jusqu'au 10 juillet 2013) et des États-Unis

## Note
Philippine Airlines a fait partie de la liste noire européenne. À la suite de la modernisation de sa flotte, elle est retirée de cette liste le 10 juillet 2013 et devient la seule compagnie philippine à pouvoir desservir l'Europe, les autres transporteurs philippins restant sur liste noire.

## Partage de codes
Philippine Airlines partage ses codes avec les compagnies suivantes

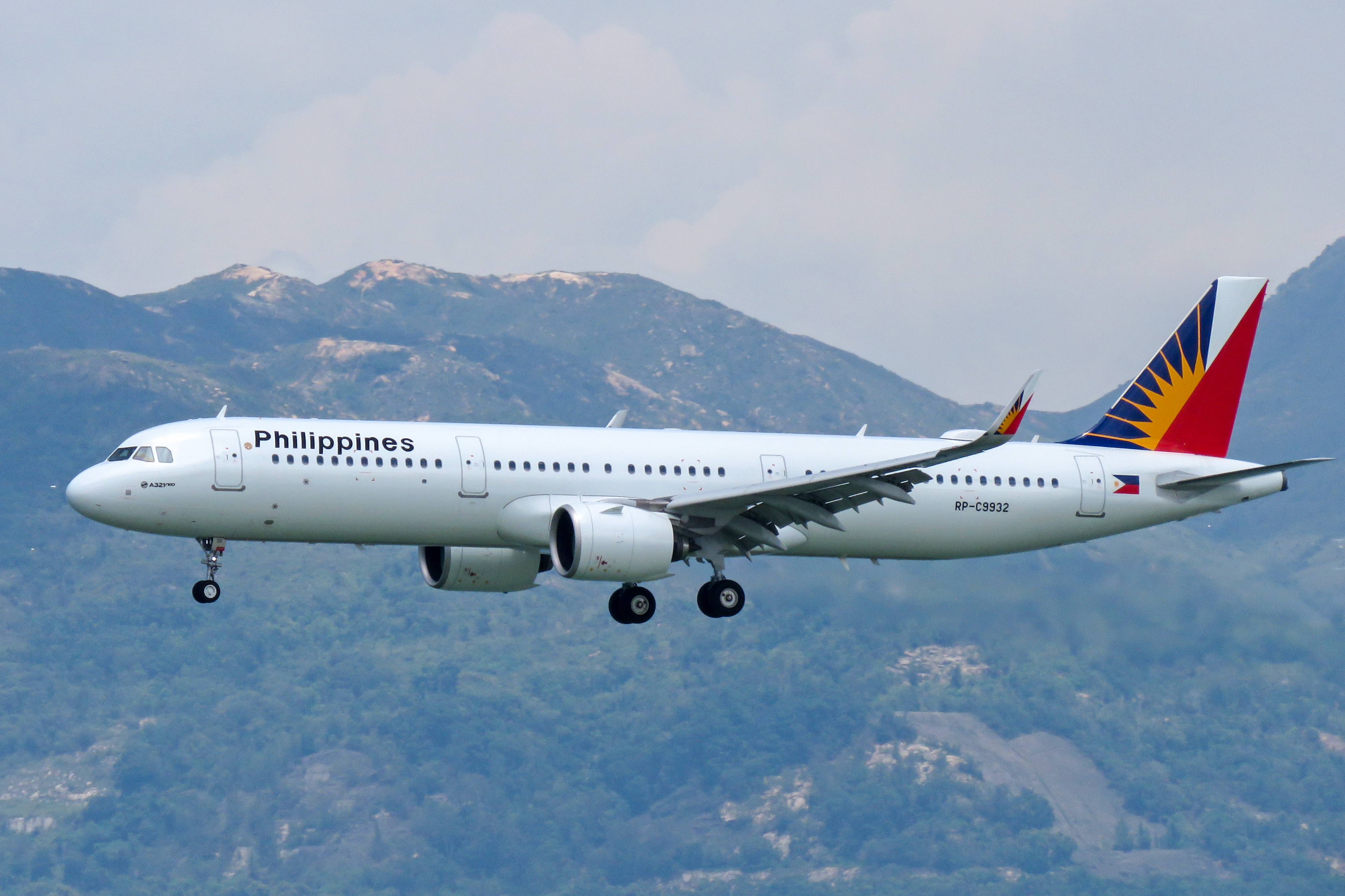
Airbus A321neo de la compagnie

- American Airlines
- PAL Express (filiale)
- Airphil Express (filiale)
- Cathay Pacific (Oneworld)
- Emirates
- Etihad Airways
- Gulf Air
- Malaysia Airlines (Oneworld)
- Qatar Airways (Oneworld)

## Flotte
La flotte de Philippine Airlines se compose d'Airbus et Boeing (sa filiale AirPhil Express opère des Bombardier Dash-8). En janvier 2023, les modèles suivants font partie de la flotte:
| Avions           | En Service | Commandes | Passagers | Passagers | Passagers | Passagers | Passagers | Notes                                                                         |
| Avions           | En Service | Commandes | W         | Y         | Total     |           |           | Notes                                                                         |
| ---------------- | ---------- | --------- | --------- | --------- | --------- | --------- | --------- | ----------------------------------------------------------------------------- |
| Airbus A321-200  | 15         | —         | 12        | —         | —         | 187       | 199       |                                                                               |
| Airbus A321-200  | 15         | —         | 12        | —         | 18        | 169       | 199       |                                                                               |
| Airbus A321neo   | 8          | 13        | 12        | —         | —         | 156       | 168       | Remplace les Airbus A320-200. Dernières livraisons reportées à 2026.          |
| Airbus A321neo   | 8          | 13        | 12        | —         | —         | 183       | 195       | Remplace les Airbus A320-200. Dernières livraisons reportées à 2026.          |
| Airbus A330-300  | 9          | —         | 18        | 24        | —         | 267       | 309       |                                                                               |
| Airbus A330-300  | 9          | —         | 18        | —         | 33        | 312       | 363       |                                                                               |
| Airbus A350-1000 |            | 9         |           |           |           |           |           | Protocole d'accord pour la commande de neuf Airbus A350-1000 Ultra Long Range |
| Airbus A350-900  | 2          | —         | 30        | 24        | —         | 241       | 295       |                                                                               |
| Boeing 777-300ER | 9          | —         | 42        | —         | —         | 328       | 370       |                                                                               |
| Total            | 45         | 13        |           |           |           |           |           |                                                                               |

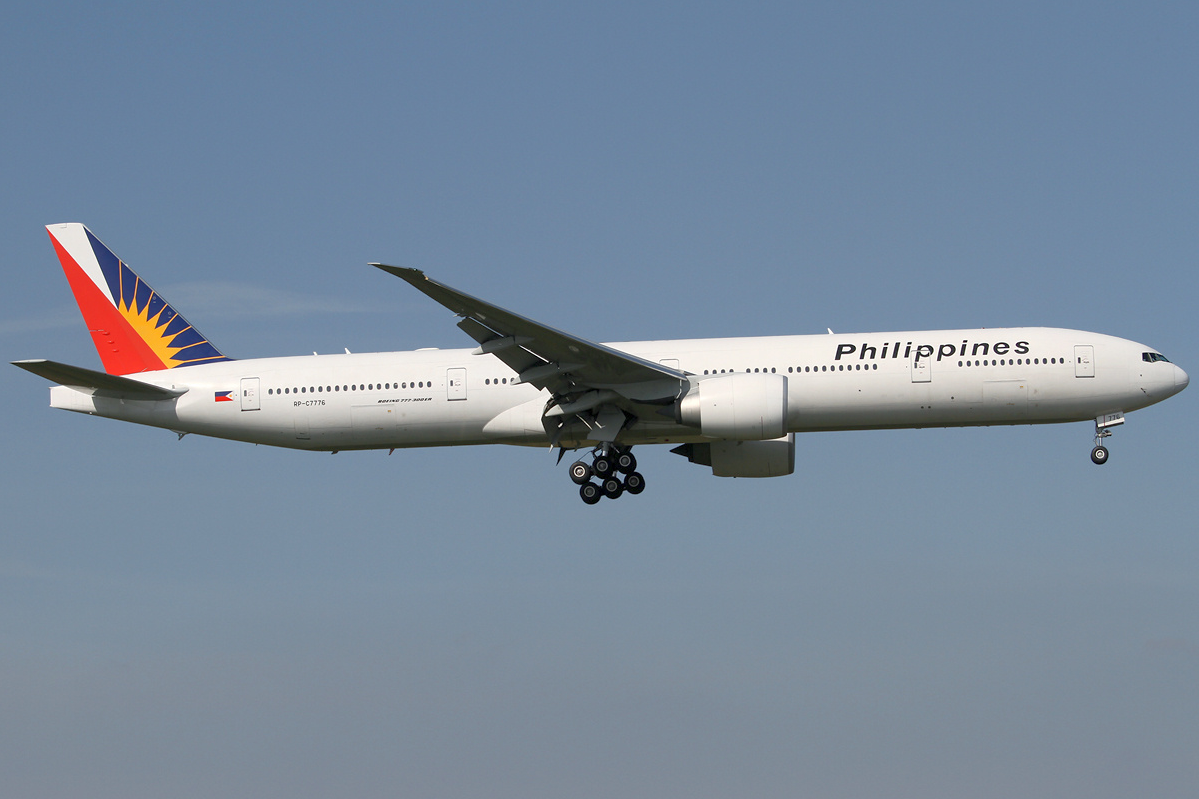
Un Boeing 777 de Philippine Airlines

Le 20 juin 2023, la compagnie a signé, en tant que commande ferme, l'acquisition de 9 A350-1000.

## Galerie

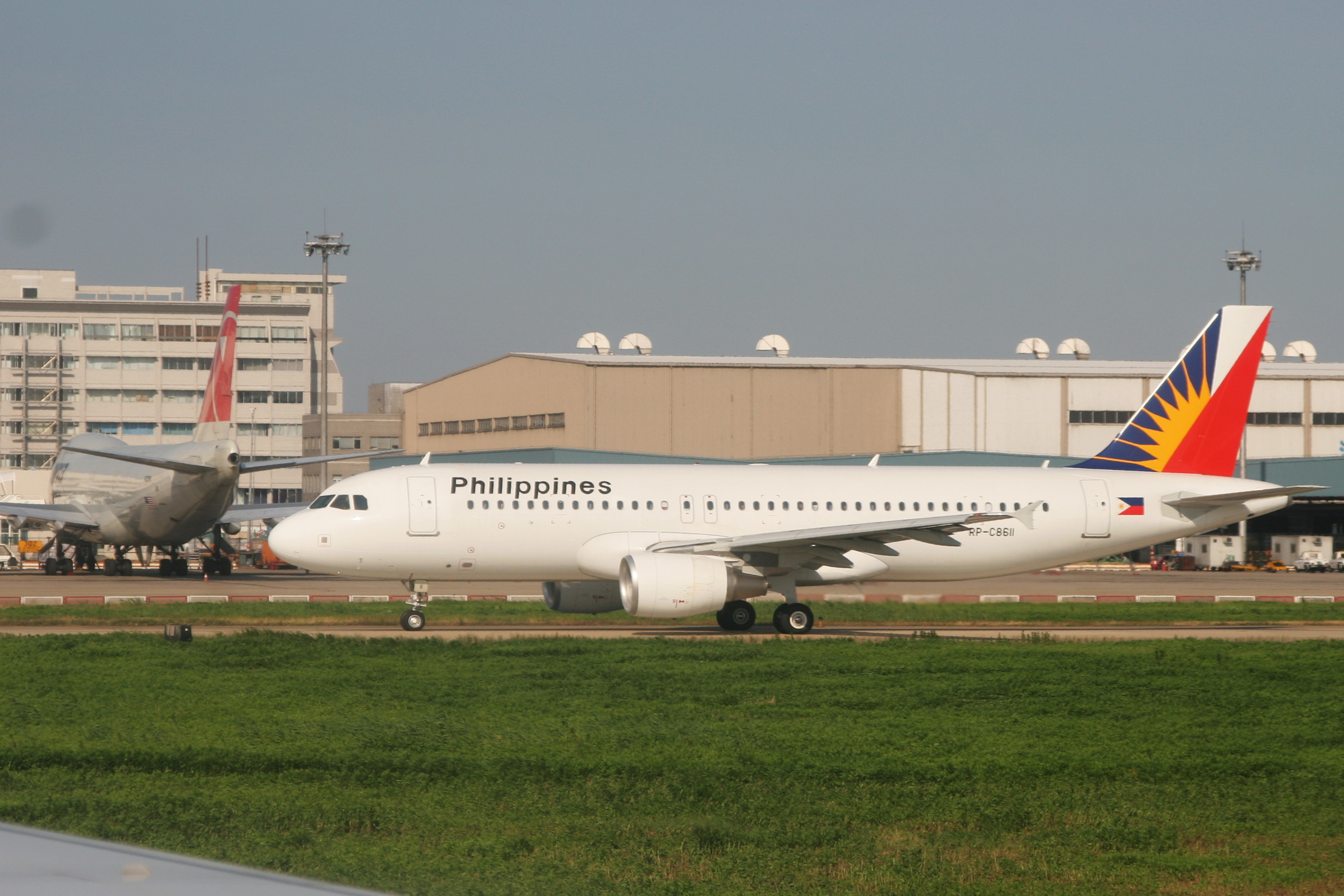
Airbus A320
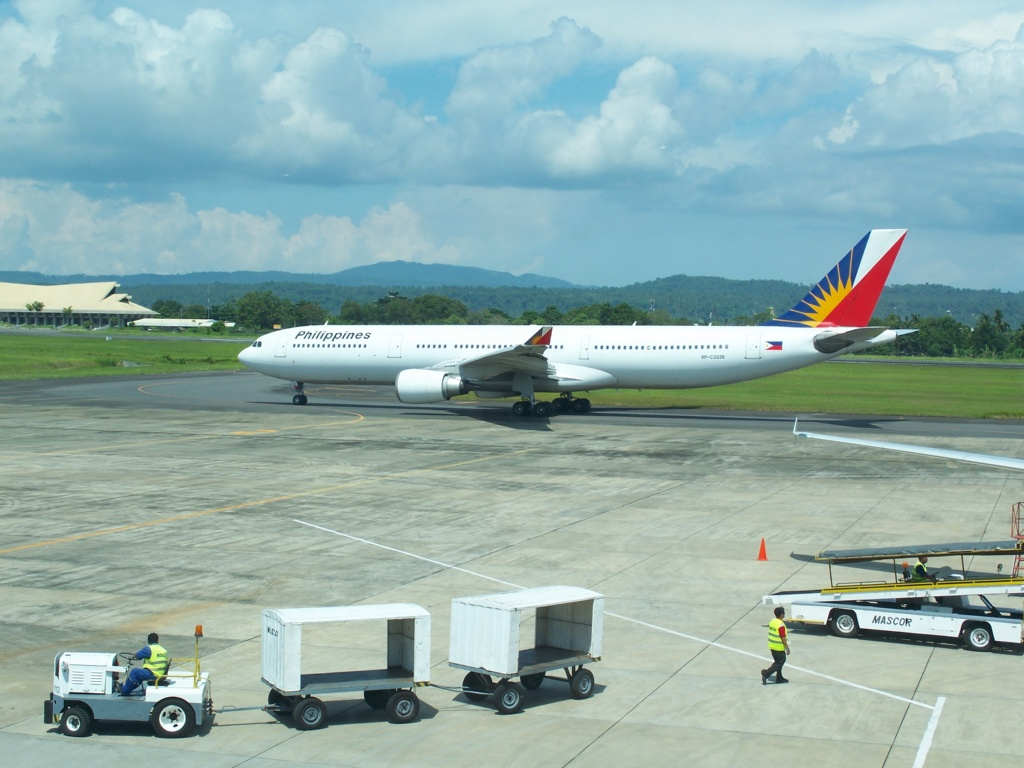
Airbus A330
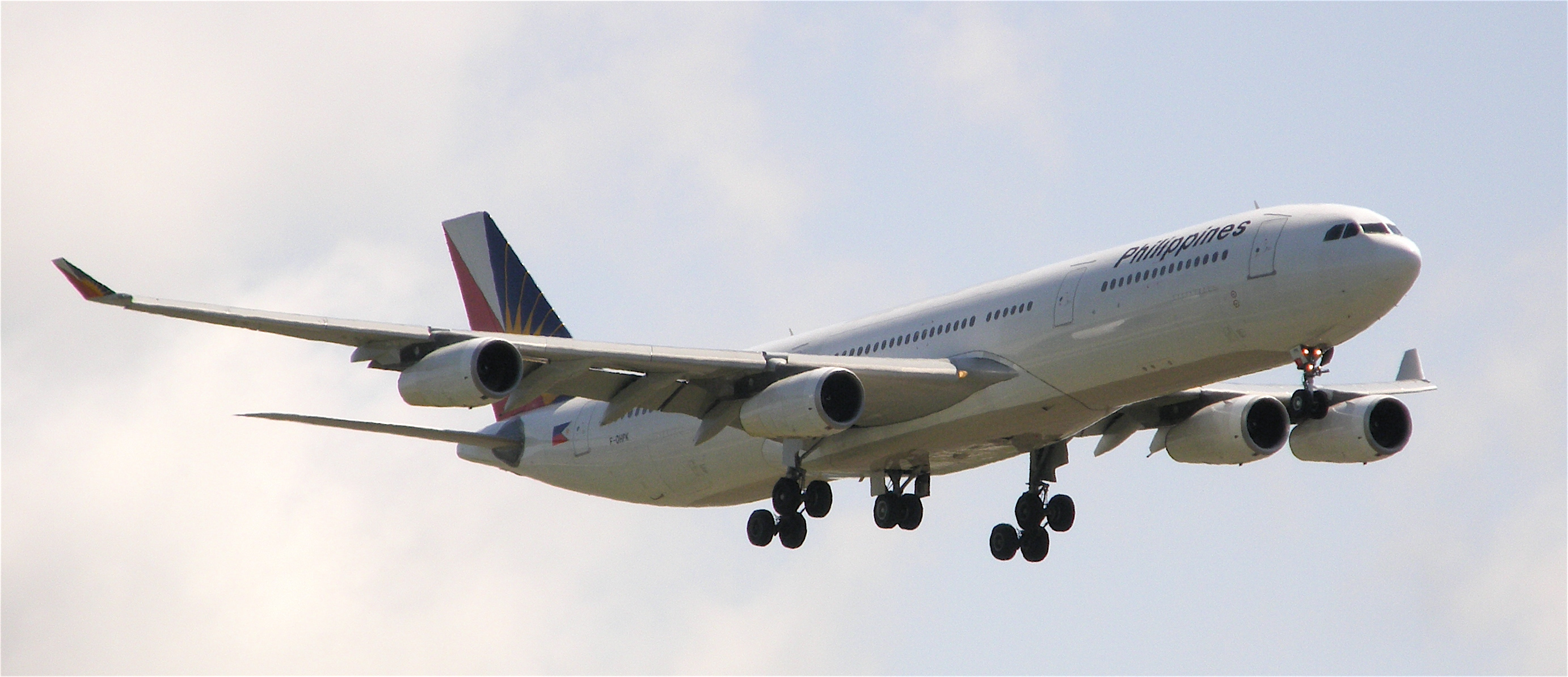
Airbus A340
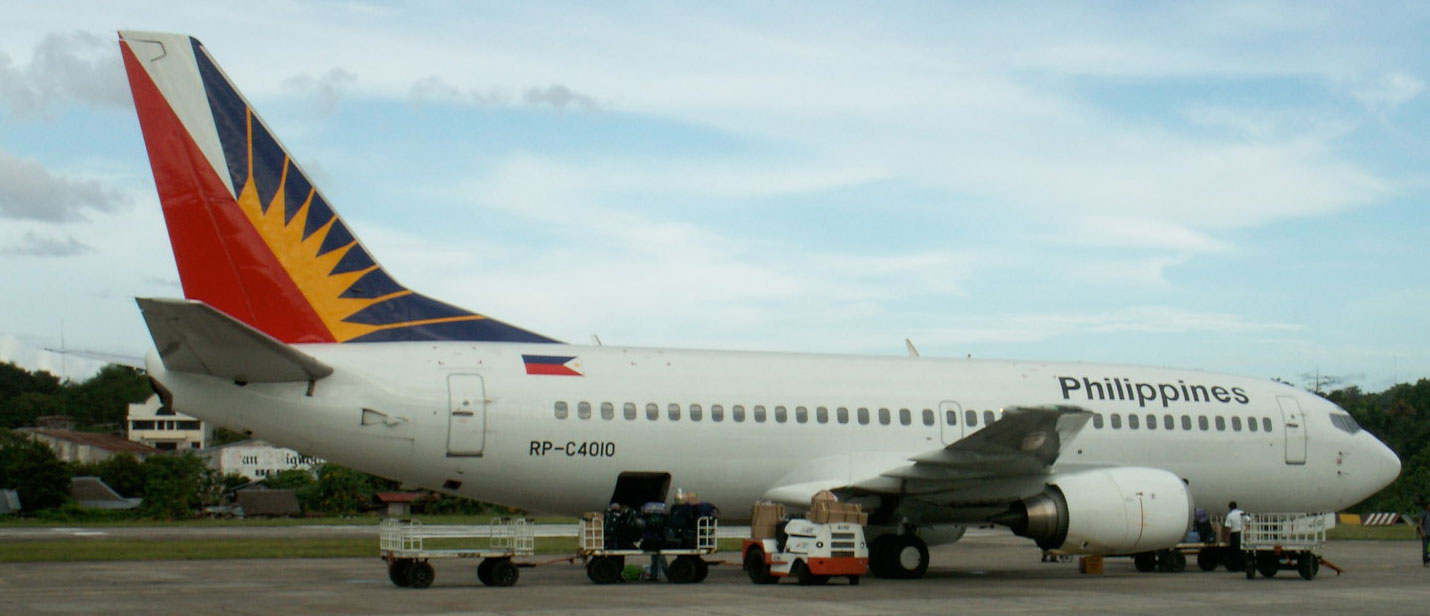
Boeing 737-300
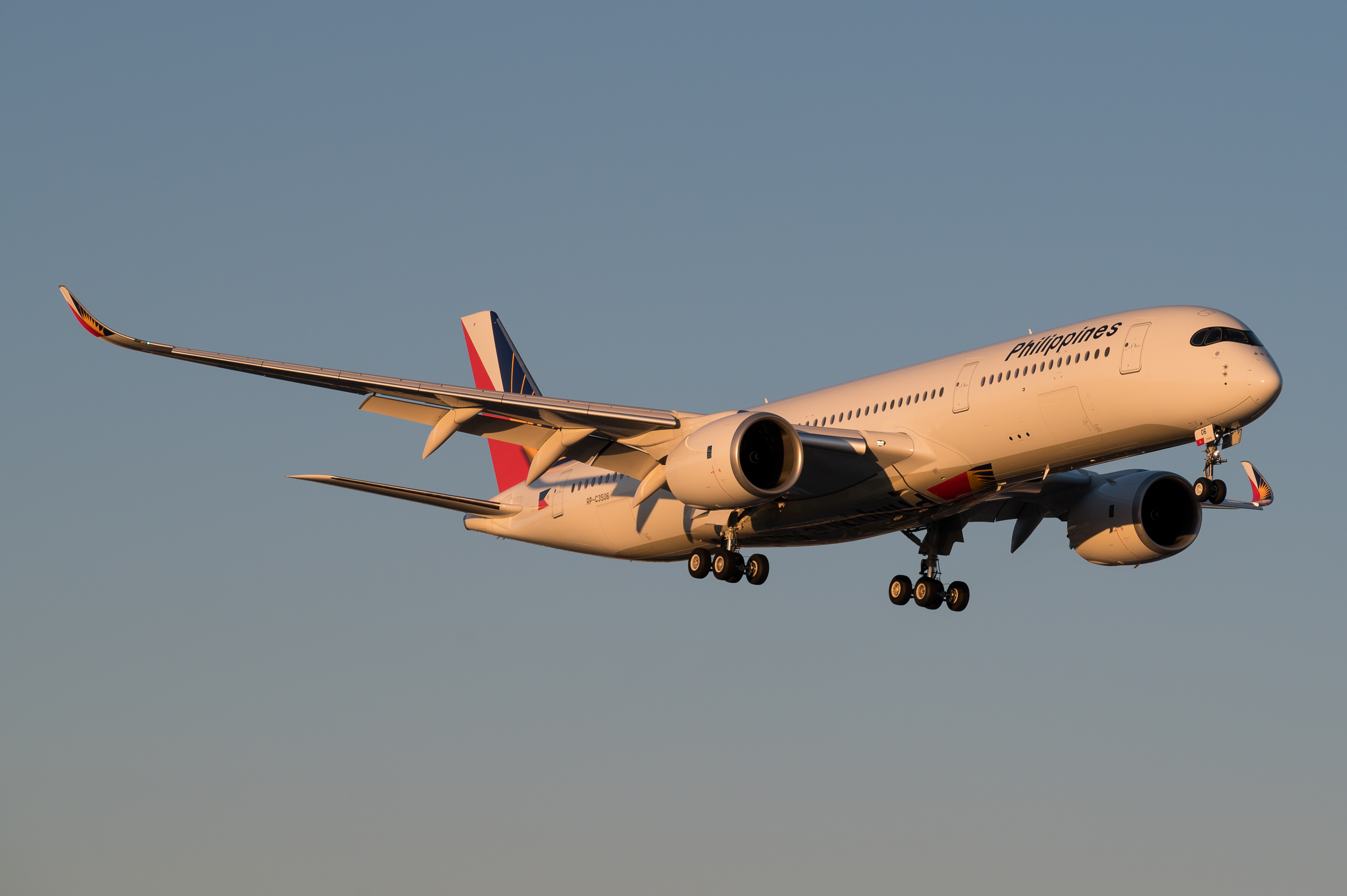
Airbus A350-900